# 가북초등학교 용암분교
가북초등학교 용암분교는 경상남도 거창군 가북면 용암로 675 (용암리)에 있었던 초등학교 분교이다.

## 연혁
- 1941년 4월 1일 가북제2공립국민학교 개교
- 1945년 10월 1일 용암공립국민학교로 개칭
- 1949년 12월 1일 용암국민학교로 개칭
- 1963년 4월 15일 개금분실 개설
- 1985년 9월 2일 병설유치원 개원
- 1994년 9월 1일 가북국민학교 용암분교장 격하
- 1997년 3월 1일 본교로 병합